# David Molk
(en) Statistiques sur pro-football-reference
David Molk (né le 15 décembre 1988 à Palos Hills) est un ancien joueur américain de football américain.

## Enfance
Molk étudie à la Lemont Township High School. Avant le début de la saison 2006, il suscite l'intérêt de l'université du Michigan, notamment du fait des ambitions de Molk d'étudier dans l'économie, l'université possédant un programme comme cela. Il choisira cette université parmi les dix universités (dont six de la Conférence Big Ten).

## Carrière

### Université
En 2007, il fait son année de redshirt. La saison suivante, l'arrivée de Rich Rodriguez comme nouvel entraîneur des Woverines lui permet d'avoir l'ambition de décrocher le poste de centre titulaire. Néanmoins, alors qu'il est en compétition pour le poste avec David Moosman, il tombe malade, ayant attrapé la mononucléose et perd quinze kilos.
Le début de la saison 2008 voit la ligne offensive du Michigan décimé par des blessures, entraînant les titularisations de Molk, Moosman et Stephen Schilling. Le 8 novembre, il se blesse à un orteil contre le Minnesota mais revient la semaine suivante. Néanmoins, cette jeune ligne offensive subit la dure loi de ses adversaires et finit la saison à 3-9 (3 victoires et 9 neuf défaites en saison régulière).
Après le printemps 2009, il est retenu dans la liste des quarante-quatre centre pour le Rimington Trophy et figure dans la liste de prétendants au Lombardi Trophy. La saison démarre mal pour Molk qui se fracture le pied lors du troisième match de la saison, nécessitant une intervention chirurgicale, le tenant écarter des terrains pendant quatre matchs. Le 24 octobre, contre les Nittany Lions de Penn State, coaché par Joe Paterno, il se tord le ligament du genou et déclare forfait pour le reste de la saison.
Avant le début de la saison 2010, il est sélectionné dans la liste pour le Rimington Trophy. La ligne offensive, avec Molk comme centre, permet à son quarterback Denard Robinson de briller et de battre le record de yards parcourus à la course par un quarterback ainsi que le nombre de yards gagné à lui seul en conférence Big Ten avec 4189 yards, effaçant le précédent record de Drew Brees. Le magazine Sports Illustrated lui attribue une mention honorable comme All-American.
Pour sa dernière saison universitaire, il est sélectionné dans les listes de trois trophées : le Outland Trophy, le Lombardi Trophy et le Rimington Trophy. Les Woverines connaissent une année faramineuse en attaque en dépassant mille yards avec Robinson et Fitzgerald Toussaint pour la première fois depuis 1975.

## Palmarès
- Finaliste du Rimington Trophy 2010
- Équipe de la conférence Big Ten 2010 et 2011
- Mention honorable All-American 2010 selon Sports Illustrated
- Vainqueur du Rimington Trophy 2011
- Équipe All-America 2011